# Kadingilan
Kadingilan ist eine Großraumgemeinde in der Provinz Bukidnon auf der Insel Mindanao in den Philippinen. Sie hat 33.778 Einwohner (Zensus 1. August 2015), die in 17 Barangays leben. Sie gehört zur dritten Einkommensklasse der Gemeinden auf den Philippinen und wird als partiell urbanisiert beschrieben. Sie wurde am 16. August 1971 mit Inkrafttreten des Republic of the Philippines Act 6268 eine unabhängige Verwaltungseinheit einer Municipality.
Ihre Nachbargemeinden sind Don Carlos im Norden, Kitaotao, Kibawe und Dangcagan im Nordosten, Pangantucan im Nordwesten, Banisilan und Carmen in der Provinz Cotabato im Südwesten und Damulog im Südosten. Die Gemeinde liegt ca. 75 km südöstlich von der Provinzkapitale Malaybalay City, ca. 177 km südlich der Regionalkapitale Cagayan de Oro. Die Topographie der Gemeinde wird im Osten als sanfthügeliges Flachland und im Westen als Hügelland beschrieben. Der Name Kadingilan leitet sich aus den einheimischen Worten KADIAY, welches unser bedeutet und dem Wort MATINGILAN welches zeitweise bedeutet ab. 

## Barangays
| - Bagongbayan - Bagor - Balaoro - Baroy - Cabadiangan - Husayan | - Kibalagon - Mabuhay - Malinao - Matampay - Sibonga - Pay-as | - Pinamanguhan - Poblacion Kadingilan - Salvacion - San Andres - Kibogtok |